# 나시미엔토 (칠레)
나시미엔토(스페인어: Nacimiento)는 칠레 비오비오주 비오비오현의 코무나이다.